# 10-та гвардійська армія (СРСР)
Деся́та гварді́йська а́рмія (10 гв. А) — гвардійська загальновійськова армія у складі Збройних сил СРСР під час німецько-радянської війни та післявоєнний час.

## Історія

#### Командування
Командувачі
- генерал-лейтенант Колпакчи В. Я. (квітень — травень 1943);
- генерал-майор Чистов В. О. (травень 1943);
- генерал-лейтенант Трубников К. П. (травень — вересень 1943);
- генерал-лейтенант Сухомлин О. В. (вересень 1943 — січень 1944);
- генерал-лейтенант Казаков М. І. (січень 1944 — до кінця війни).